# Định lý Cayley–Bacharach

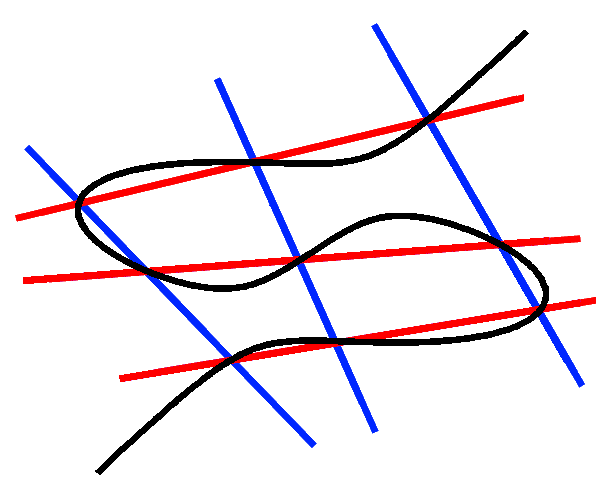
Trong hình vẽ cho chín điểm, một trường hợp đặc biệt, khi cả hai đường bậc ba C_{1} và C_{2} suy biến thành ba đường thằng

Định lý Cayley–Bacharach là một định lý toán học nói về tính chất của các đường cong bậc ba trong mặt phẳng xạ ảnh P2. Định lý có nội dụng như sau:
Cho hai đường bậc ba C1 và C2 trong mặt phẳng xạ ảnh gặp nhau tại 9 điểm, tất cả chín điểm này đều nằm trong trường đóng đại số. Khi đó tất cả các đường bậc ba đi qua 8 điểm thì cũng đi qua điểm thứ 9.

## Ứng dụng
- Định lý này là mở rộng của định lý Pascal. Thật vậy nếu như ta cho hai đường thẳng bậc ba suy biến thành hai cặp ba đường thẳng, ba cặp đường thẳng này giao nhau tại 9 điểm nếu như có 6 điểm nằm trên một đường conic thì ba điểm còn lại phải nằm trên một đường thẳng (vì đường bậc ba có thể suy biến thành một đường conic và một đường thẳng).
- Định lý này là mở rộng của định lý Pappus (6 điểm). Thật vậy nếu như ta cho hai đường thẳng bậc ba suy biến thành ba cặp đường thẳng, ba cặp đường thẳng này giao nhau tại 9 điểm nếu như có 6 điểm nằm trên hai đường thẳng thì ba điểm còn lại phải nằm trên một đường thẳng (vì đường bậc ba có thể suy biến thành ba đường thẳng).
- Định lý này có nhiều ứng dụng khác.